# 沈西蒙
沈西蒙（1918年—2006年），笔名沈西门，上海人，中国剧作家，中国戏剧家协会原副主席，原中国人民解放军总政治部文化部副部长，知名作品《霓虹灯下的哨兵》。